# アラン・ダイクストラ
アラン・クリストファー・ダイクストラ（Allan Christopher Dykstra、1987年5月21日 - ）は、アメリカ合衆国・カリフォルニア州サンディエゴ出身のプロ野球選手（一塁手）。右投左打。現在は、フリーエージェント。

## 経歴

### アマチュア時代
2005年のMLBドラフトでボストン・レッドソックスから34巡目指名されるも、入団せずにウェイクフォレスト大学に進学した。

### パドレス傘下時代
2008年のMLBドラフトでサンディエゴ・パドレスからドラフト1巡目（全体23位）で指名され、プロ入り。この年は、傘下のA+級レイクエルシノア・ストームで7試合に出場した。
2009年は、A級フォートウェイン・ティンキャップスで125試合に出場した。
2010年は、A+級レイクエルシノアで113試合に出場した。

### メッツ傘下時代
2011年3月29日にエディ・クーンツとのトレードでニューヨーク・メッツへ移籍した。この年は、傘下のAA級ビンガムトン・メッツで121試合に出場した。
2012年は、A+級セントルーシー・メッツで9試合に出場した後、AA級ビンガムトンに昇格し、62試合に出場した。
2013年も、AA級ビンガムトンでプレーし、122試合に出場した。
2014年は、AAA級ラスベガス・フィフティワンズで117試合に出場した。

### レイズ時代
2014年11月19日にタンパベイ・レイズとマイナー契約を結んだ。
2015年開幕直後の4月8日に、ジェームズ・ローニーの故障によりメジャー初昇格を果たし、同日のボルチモア・オリオールズ戦でメジャーデビューを果たした。さらに13日のトロント・ブルージェイズ戦で初安打、17日のニューヨーク・ヤンキース戦では初本塁打を放ったが、打率.129と低迷。4月25日にDFAとなり40人枠を外れ、6月26日に自由契約となった。

### 独立リーグ時代
7月14日に独立リーグ・アトランティックリーグのシュガーランド・スキーターズと契約するが、8月6日に解雇となる。

## 詳細情報

### 年度別打撃成績
| 年 度    | 球 団    | 試 合 | 打 席 | 打 数 | 得 点 | 安 打 | 二 塁 打 | 三 塁 打 | 本 塁 打 | 塁 打 | 打 点 | 盗 塁 | 盗 塁 死 | 犠 打 | 犠 飛 | 四 球 | 敬 遠 | 死 球 | 三 振 | 併 殺 打 | 打 率 | 出 塁 率 | 長 打 率 | O P S |
| -------- | -------- | ----- | ----- | ----- | ----- | ----- | -------- | -------- | -------- | ----- | ----- | ----- | -------- | ----- | ----- | ----- | ----- | ----- | ----- | -------- | ----- | -------- | -------- | ----- |
| 2015     | TB       | 13    | 38    | 31    | 3     | 4     | 0        | 0        | 1        | 7     | 4     | 0     | 0        | 0     | 0     | 6     | 0     | 1     | 12    | 2        | .129  | .289     | .226     | .515  |
| MLB：1年 | MLB：1年 | 13    | 38    | 31    | 3     | 4     | 0        | 0        | 1        | 7     | 4     | 0     | 0        | 0     | 0     | 6     | 0     | 1     | 12    | 2        | .129  | .289     | .226     | .515  |

### 背番号
- 31 (2015年)